# Mycalesis tolosa
Mycalesis tolosa är en fjärilsart som beskrevs av Carl Plötz 1880. Mycalesis tolosa ingår i släktet Mycalesis och familjen praktfjärilar. Inga underarter finns listade i Catalogue of Life.